# 太陽光発電工事専門校
太陽光発電工事専門校（たいようこうはつでんこうじせんもんこう）は、太陽光発電などの省エネ設備技術を短期間習得させる教育訓練施設。電気工事士2種取得のための学科、実技プログラムも用意している。学校教育法に基づく教育施設（専門学校など）ではなく、職業能力開発促進法に基づく職業訓練施設（○○技術専門校など）でもない、法令に基づかない施設である。エコシフト技術工事協同組合が設立母体となり、一般財団法人太陽光発電工事専門校が運営する。

## 教育内容
- 資格取得のための実践的な知識・技術の習得 (太陽光発電の概要・仕組み・施工, 建築構造基礎, 省エネ設備の概要・仕組み・施工, 太陽光パネル機器やオール電化製品の設置技術習得)
- 現場実習 実際の設置工事

## 住所
- 埼玉県川口市江戸1丁目8-33